# 將軍 (大字)
將軍，是臺灣臺南市將軍區的一個傳統地域名稱，位於該區北部中央地帶。相較於今日行政區，其範圍大致包括將軍里北部不含其東側向東南凸出部分、廣山里東半部、玉山里東北部、忠嘉里西部北邊凸出部分的西北端。
本地區境內主要聚落為將軍、溪墘藔，主聚落將軍設有將軍國小。

## 歷史
台灣日治初期，將軍地區為一街庄，稱為「將軍庄」（舊制街庄），隸屬於漚汪堡。該庄昔日北隔將軍溪與溪底藔庄為界，東與巷口庄、漚汪庄為鄰，南邊東側為角帶圍庄、口藔庄，南邊西側及西邊為山仔腳庄。
1901年（日治明治三十四年）11月11日，全台廢縣廳改設二十廳，該庄隸屬於鹽水港廳。1904年（明治三十七年）4月1日，該庄編入「漚汪區」，隸屬於鹽水港廳。1906年（明治三十九年）4月1日，鹽水港廳內管轄區域調整，該庄仍隸屬於漚汪區。1909年（明治四十二年）10月25日，全台合併二十廳為十二廳，漚汪區改隸屬於臺南廳。1920年（大正九年）10月1日，全台地方制度大改正，廢十二廳改設五州二廳，該庄改制為「將軍」大字，隸屬於臺南州北門郡將軍庄（新制街庄）。
戰後將軍庄改制為將軍鄉，隸屬於臺南縣，大字亦改制為村。1950年（民國39年）10月25日，雲、嘉、南分治，將軍鄉仍隸屬於臺南縣。2010年（民國99年）12月25日，臺南縣、市合併為直轄臺南市，將軍鄉改制為將軍區，村亦改制為里。

## 聚落
本地區發展較早的聚落為將軍，在日治初期的官方地圖上已有記載。此外，本地區尚有溪墘藔聚落。

## 交通
省道台17線又稱「西部濱海公路」，是甲南至水底寮的幹道，經過本地區溪墘藔聚落西側及將軍聚落西側。由該道路北行可前往北門區、嘉義縣布袋鎮、東石鄉、雲林縣口湖鄉西部等地；南行可前往七股區、安南區、臺南市北區/中西區、南區等地。
區道南18線是將軍至苓子寮的道路，其西側端點（起點）位於本地區中部偏東南、將軍聚落西側的省道台17線暨區道南312線終點路口，由此向東北轉東北東會穿越主聚落。
區道南20線是馬沙溝至漚汪的道路，經過本地區西部邊界地帶一小段。
區道南21線是溪墘寮至漚汪的道路，其北側端點（起點）位於本地區北部東側、溪墘藔聚落的省道台17線路口。
區道南22線是溪墘寮至苓和的道路，其西側端點（起點）位於本地區中部偏東北的省道台17線路口。
區道南312線是馬沙溝至將軍的道路，其東側端點（終點）位於本地區中部偏東南、將軍聚落西側的省道台17線暨區道南18線起點路口。

## 學校
- 將軍國小

## 公務機關
- 臺南市政府警察局學甲分局將富派出所

## 景點
- 施琅將軍紀念館（臨濮堂）